# The Society for Political Methodology
 (juillet 2024).
The Society for Political Methodology est une société savante consacrée à l'usage des méthodes quantitatives en science politique.
Le prix Gosnell récompense le meilleur article en méthodologie politique au cours de l'année précédente. Le prix Miller récompense le meilleur article publié dans la revue Political Analysis au cours de l'année précédente.

## Publications
- Political Analysis
- The Political Methodologist

## Distinctions
- Prix Gosnell
- Prix Miller